# Verwaltungsgemeinschaft Netzschkau-Limbach
Die Verwaltungsgemeinschaft Netzschkau-Limbach befindet sich im Vogtlandkreis im Freistaat Sachsen. Ihr gehören an:
- Stadt Netzschkau
- Gemeinde Limbach.

Sitz der Verwaltungsgemeinschaft ist die Stadt Netzschkau.